# Karel Filsak
Karel Filsak (10. října 1917 Jindřichův Hradec – 1. července 2000 Praha) byl významný český moderní architekt.
Vedl skupinu architektů, ke které patřili mimo jiné Karel Bubeníček, Jiří Louda a Jan Šrámek. S touto skupinou se v 60. letech 20. století postavil proti politicky vnucovanému socialistickému realismu a prosadil v Československu skutečnou moderní architekturu.
Jeho architektura je pro používání drsných betonových povrchů považována za českou obdobu brutalismu.

## Životopis
Narodil se v rodině stavitele Josefa Filsaka. V období 1939–1942 byl vězněn v koncentračním táboře Sachsenhausen. Po internaci pracoval v letech 1943–1945 v ateliéru Josefa Gočára jako konstruktér. Po válce v roce 1947 studoval architekturu na Českém učení technickém v Praze. V období 1949–1958 byl zaměstnancem Stavoprojektu v Praze a do roku 1960 v Konstruktivě. V období 1960–1967 pracoval v Československých aeroliniích, kde založil založil projekční skupinu určenou pro řešení návrhů letištních budov a interiérů kanceláří ČSA. Od roku 1968 pracoval v Projektovém ústavu hlavního města Prahy a od poloviny 70. let 20. století ve svobodném povolání, ve spolupráci se svým synem Karlem Filsakem ml. (* 1944).

## Realizace

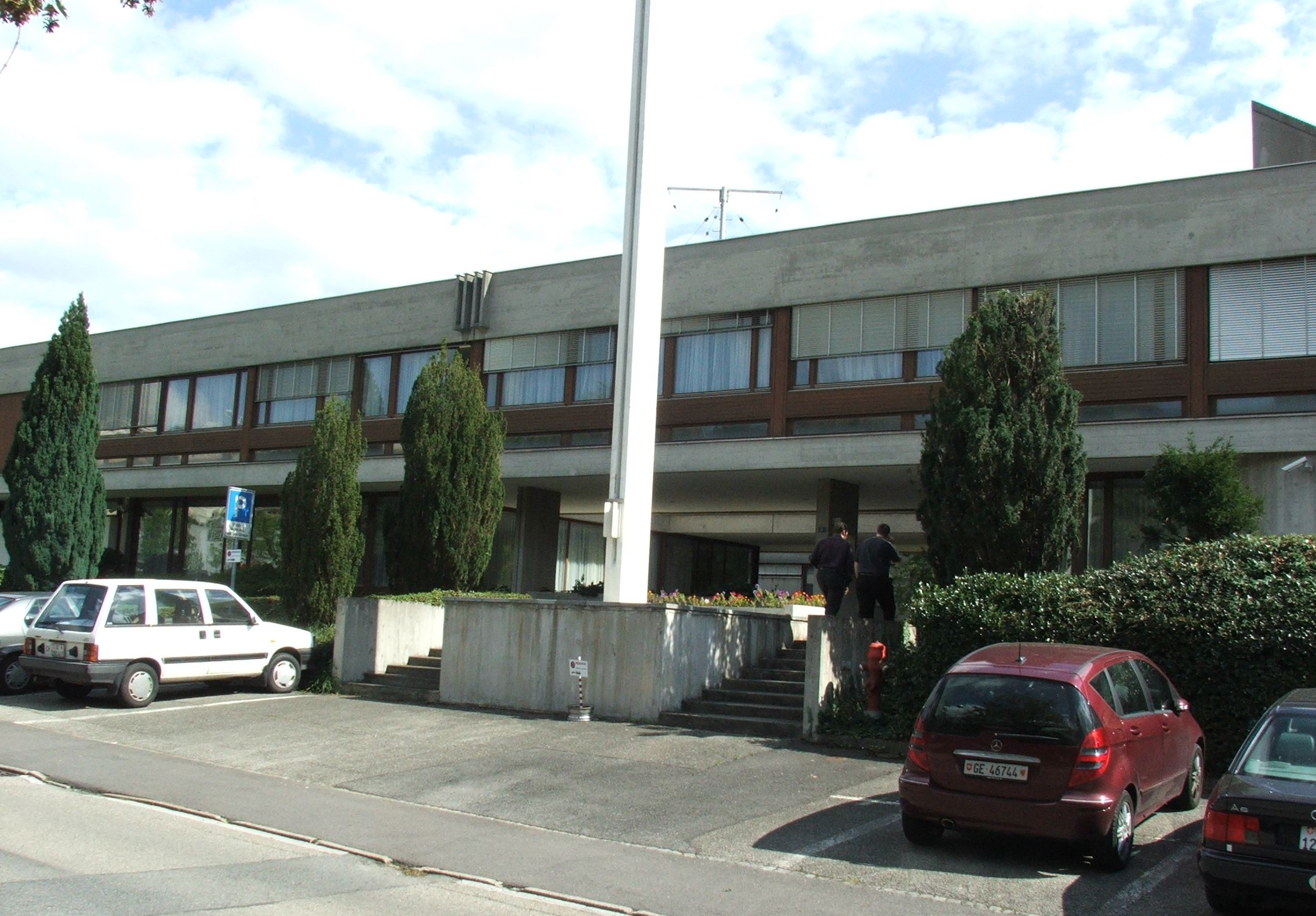
Stálá mise Slovenska při OSN v Ženevě

- 1952–1955 – Obytné domy – okrsek K2, Ostrava-Poruba (I. obvod Nové Ostravy), stalinistický socialistický realismus v klasicistické formě.[2]
- 1951–1958 – Věžové domy v Kladně-Rozdělově, spolupráce s Josefem Havlíčkem
- 1954–1957 – Základní škola, Ostrava-Hrabová, spolupráce s Karlem Bubeníčkem a Jaroslavem Švecem, klasicizmus[3]
- 1956 – československá ambasáda v Pekingu, realizace 1958 – 1960 ve spolupráci s Karlem Bubeníčkem, Jiřím Loudou a Janem Šrámkem
- 1965 – československá ambasáda v Brasílii
- 1968 – letiště Praha-Ruzyně – Terminál T1 (spolupráce Karel Bubeníček, Jan Šrámek a Jiří Louda)[4]
- 1969 – československá ambasáda v Dillí[5]
- 1969 – stálá mise při OSN v Ženevě
- 1974 – Hotel Intercontinental v Praze na Starém Městě[6]
- 1977–1985 – Budova Vodních staveb, Praha
- 1985–1990 – rekonstrukce domu SIA
- 1980 – ambasáda v Káhiře (první cena v kategorii realizací na přehlídce architektonických prací 1983[7])
- 1988 – Architektonické řešení Barrandovského mostu v Praze